# Петровка (Сорокинський район)
Петро́вка (рос. Петровка) — присілок у складі Сорокинського району Тюменської області, Росія.
Населення — 98 осіб (2010, 111 у 2002).
Національний склад станом на 2002 рік:
- росіяни — 91 %